# 阿德里安鎮區 (明尼蘇達州沃通旺縣)
阿德里安鎮區（英語：Adrian Township）是位於美國明尼蘇達州沃通旺縣的一個行政鎮區，於1871年設立。

## 地方資料
阿德里安鎮區的面積為92.06平方千米，當中陸地面積為90.16平方千米，而水域面積為1.90平方千米。根據2020年美國人口普查的數據，當地共有人口130人，而人口密度為每平方千米1.41人。